# Straßenradsport-Weltmeisterschaften 2021
Die Straßenradsport-Weltmeisterschaften 2021 wurden vom 19. bis 26. September in der belgischen Region Flandern ausgetragen.
Damit war die Region zum siebten Mal Gastgeber von Straßenradsport-Weltmeisterschaften. Die bisherigen Austragungen fanden in den Jahren 1950 in Moorslede, 1957 in Waregem, 1963 und 1988 in Ronse sowie 1969 und 2002 in Zolder statt.
Die Zeitfahren in den insgesamt fünf Klassen wurden zwischen dem 19. und 21. September ausgetragen. Der Startort lag an der belgischen Nordseeküste in Knokke-Heist und das Ziel im historischen Zentrum von Brügge. Die fünf Straßenrennen fanden zwischen dem 24. und 26. September statt. Dabei wurde in Antwerpen gestartet und der Zielort befand sich in Leuven. In der Umgebung von Leuven wurden mehrere Runden gefahren. Zwischen den individuellen Wettbewerben fand am 22. September der im Jahr 2019 eingeführte Mixed-Staffel-Wettbewerb statt.
In diesem Jahr wurden die Straßen-Weltmeisterschaften 100 Jahre alt: 1921 fand die erste Austragung in Kopenhagen statt, allerdings nur für Amateure, da es damals nach Ansicht der UCI zu wenige Berufsrennfahrer für ein eigenes Rennen gab.
Einen Tag vor Beginn der Weltmeisterschaften kam Ex-Rennfahrer Chris Anker Sørensen bei einem Verkehrsunfall ums Leben, als er im Rahmen seiner Tätigkeit für das dänische Fernsehen die Zeitfahrstrecke in Augenschein nahm.

## Zeitplan
| Datum                   | Zeit             | Klasse           | Distanz (km)     | Runden           | Höhenmeter       | Start–Ziel          | Weltmeister(in) 2021  | Weltmeister(in) 2020       |
| Einzelzeitfahren        | Einzelzeitfahren | Einzelzeitfahren | Einzelzeitfahren | Einzelzeitfahren | Einzelzeitfahren | Einzelzeitfahren    | Einzelzeitfahren      | Einzelzeitfahren           |
| ----------------------- | ---------------- | ---------------- | ---------------- | ---------------- | ---------------- | ------------------- | --------------------- | -------------------------- |
| Sonntag, 19. September  | 14:30            | Männer Elite     | 43,3             |                  | 78               | Knokke-Heist–Brügge | Filippo Ganna         | Filippo Ganna              |
| Montag, 20. September   | 10:40            | Männer U23       | 30,3             |                  | 54               | Knokke-Heist–Brügge | Johan Price-Pejtersen | Mikkel Bjerg (2019)        |
| Montag, 20. September   | 14:40            | Frauen Elite     | 30,3             |                  | 54               | Knokke-Heist–Brügge | Ellen van Dijk        | Anna van der Breggen       |
| Dienstag, 21. September | 10:30            | Juniorinnen      | 19,4             |                  | 32               | Knokke-Heist–Brügge | Aljona Iwantschenko   | Aigul Garejewa (2019)      |
| Dienstag, 21. September | 14:55            | Junioren         | 22,3             |                  | 44               | Knokke-Heist–Brügge | Gustav Wang           | Antonio Tiberi (2019)      |
| Mittwoch, 22. September | 13:45            | Mixed Staffel    | 44,5             |                  | 129              | Knokke-Heist–Brügge | Deutschland           | Niederlande (2019)         |
| Straßenrennen           |                  |                  |                  |                  |                  |                     |                       |                            |
| Freitag, 24. September  | 8:15             | Junioren         | 121,8            |                  | 995              | Leuven–Leuven       | Per Strand Hagenes    | Quinn Simmons (2019)       |
| Freitag, 24. September  | 13:25            | Männer U23       | 161,1            |                  | 1049             | Antwerpen–Leuven    | Filippo Baroncini     | Samuele Battistella (2019) |
| Samstag, 25. September  | 8:15             | Juniorinnen      | 75,2             |                  | 624              | Leuven–Leuven       | Zoe Bäckstedt         | Megan Jastrab (2019)       |
| Samstag, 25. September  | 12:20            | Frauen Elite     | 157,7            |                  | 1047             | Antwerpen–Leuven    | Elisa Balsamo         | Anna van der Breggen       |
| Sonntag, 26. September  | 10:25            | Männer Elite     | 267,7            |                  | 2562             | Antwerpen–Leuven    | Julian Alaphilippe    | Julian Alaphilippe         |

- 2020 wurden wegen der COVID-19-Pandemie nur die Straßenrennen und Einzelzeitfahren der Elite (Frauen und Männer) ausgetragen.

## Resultate

### Männer/Frauen Elite Mixed-Staffel
| Platz | Land               | Fahrer                                              | Fahrerinnen                                                | Zeit (min)             | Abstand (min) |
| ----- | ------------------ | --------------------------------------------------- | ---------------------------------------------------------- | ---------------------- | ------------- |
| 1     | Deutschland        | Nikias Arndt Tony Martin Max Walscheid              | Lisa Brennauer Lisa Klein Mieke Kröger                     | 50:49,10 (52,542 km/h) |               |
| 2     | Niederlande        | Koen Bouwman Bauke Mollema Jos van Emden            | Riejanne Markus Ellen van Dijk Annemiek van Vleuten        | 51:01,89               | + 0:12,79     |
| 3     | Italien            | Edoardo Affini Filippo Ganna Matteo Sobrero         | Marta Cavalli Elena Cecchini Elisa Longo Borghini          | 51:26,84               | + 0:37,74     |
| 4     | Schweiz            | Stefan Bissegger Stefan Küng Mauro Schmid           | Elise Chabbey Nicole Koller Marlen Reusser                 | 51:26,89               | + 0:37,79     |
| 5     | Großbritannien     | John Archibald Daniel Bigham Alex Dowsett           | Alice Barnes Anna Henderson Joscelin Lowden                | 51:44,09               | + 0:54,99     |
| 6     | Dänemark           | Mikkel Bjerg Magnus Cort Nielsen Mathias Norsgaard  | Amalie Dideriksen Julie Leth Emma Norsgaard Jørgensen      | 52:05,26               | + 1:16,16     |
| 7     | Belgien            | Victor Campenaerts Ben Hermans Yves Lampaert        | Shari Bossuyt Jolien D’hoore Lotte Kopecky                 | 52:10,13               | + 1:21,03     |
| 8     | Vereinigte Staaten | Lawson Craddock Brandon McNulty Neilson Powless     | Coryn Rivera Leah Thomas Ruth Winder                       | 52:58,78               | + 2:09,68     |
| 9     | Frankreich         | Thomas Denis Valentin Tabellion Benjamin Thomas     | Marion Borras Clara Copponi Coralie Demay                  | 53:40,89               | + 2:51,79     |
| 10    | Polen              | Filip Maciejuk Damian Papierski Bartosz Rudyk       | Karolina Karasiewicz Karolina Kumięga Aurela Nerlo         | 54:12,28               | + 3:23,18     |
|       | …                  |                                                     |                                                            |                        |               |
| 12    | Österreich         | Tobias Bayer Felix Ritzinger Maximilian Schmidbauer | Sarah Rijkes Christina Schweinberger Kathrin Schweinberger | 55:22,10               | + 4:33,00     |

Streckenlänge: 44,5 Kilometer.

Es gingen 13 Mannschaften an den Start.

### Frauen Elite

#### Einzelzeitfahren

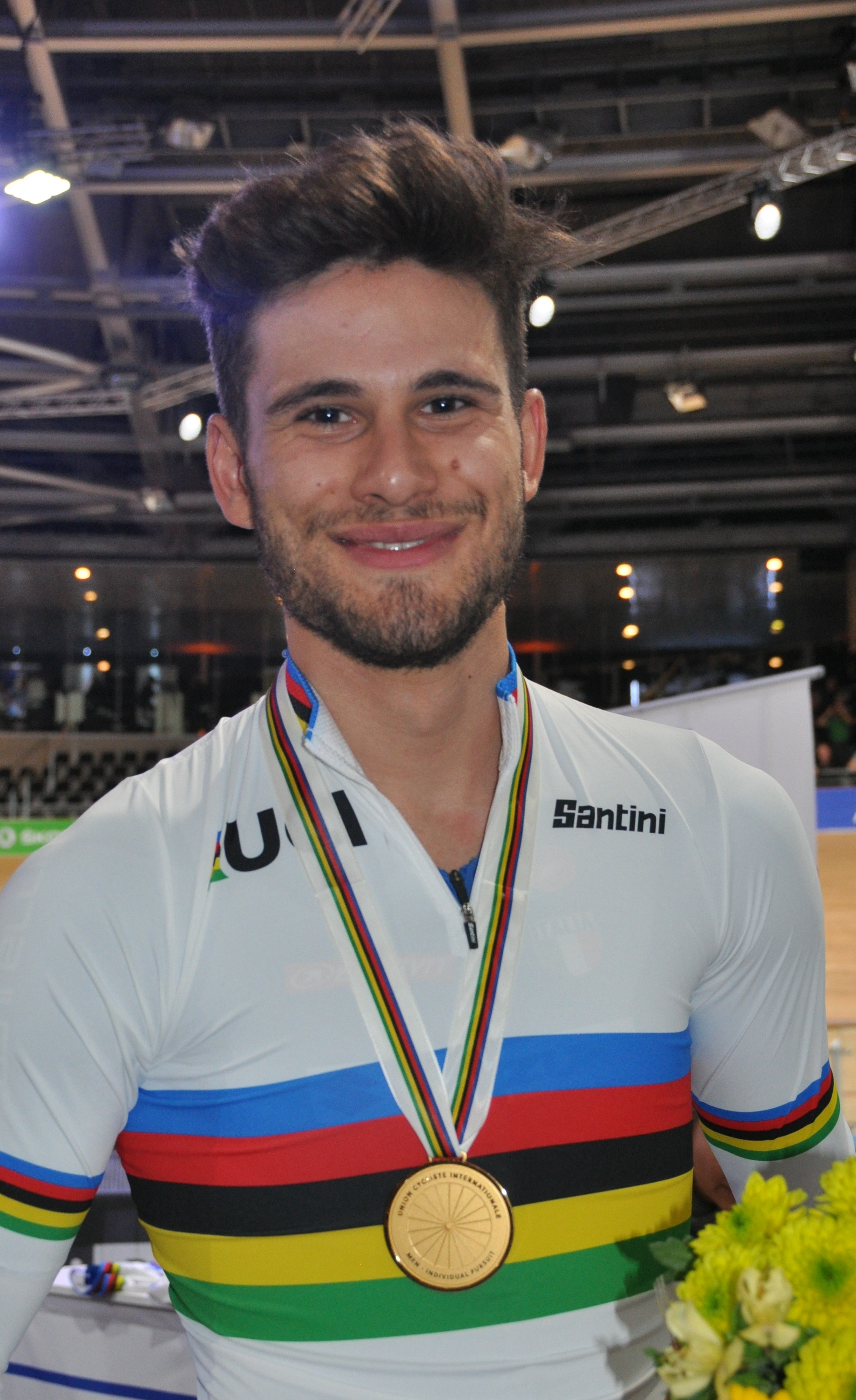
Filippo Ganna (hier als Weltmeister in der Einerverfolgung) wurde zum zweiten Mal in Folge Weltmeister im Einzelzeitfahren

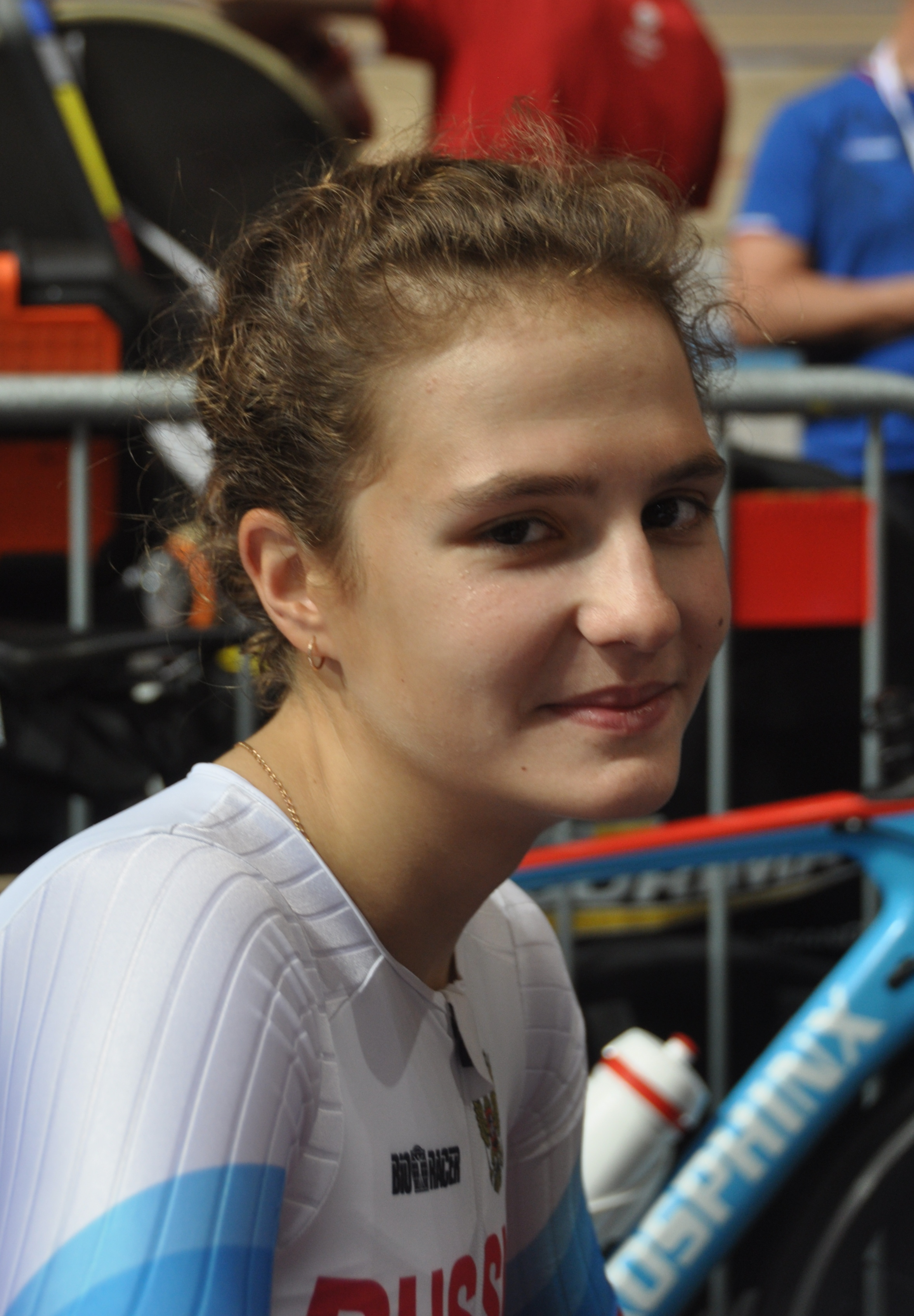
Die Russin Aljona Iwantschenko gewann das Zeitfahren der Juniorinnen

| Platz | Athletin             | Land | Zeit (min)             | Abstand (min) |
| ----- | -------------------- | ---- | ---------------------- | ------------- |
| 1     | Ellen van Dijk       | NED  | 36:05,28 (50,377 km/h) |               |
| 2     | Marlen Reusser       | SUI  | 36:15,57               | + 0:10,29     |
| 3     | Annemiek van Vleuten | NED  | 36:29,30               | + 0:24,02     |
| 4     | Amber Neben          | USA  | 37:29,56               | + 1:24,28     |
| 5     | Lisa Brennauer       | GER  | 37:34.94               | + 1:29,66     |
| 6     | Juliette Labous      | FRA  | 37:52.39               | + 1:47,11     |
| 7     | Lisa Klein           | GER  | 37:57,27               | + 1:51,99     |
| 8     | Joscelin Lowden      | GBR  | 38:04,81               | + 1:59,53     |
| 9     | Riejanne Markus      | NED  | 38:04,92               | + 1:59,64     |
| 10    | Alena Amjaljussik    | BLR  | 38:24,27               | + 2:18,99     |
|       |                      | …    |                        |               |
| 17    | Anna Kiesenhofer     | AUT  | 39:01,83               | + 2:56,55     |

Streckenlänge: 30,3 Kilometer

Es starteten 49 Fahrerinnen aus 30 Ländern.

#### Straßenrennen

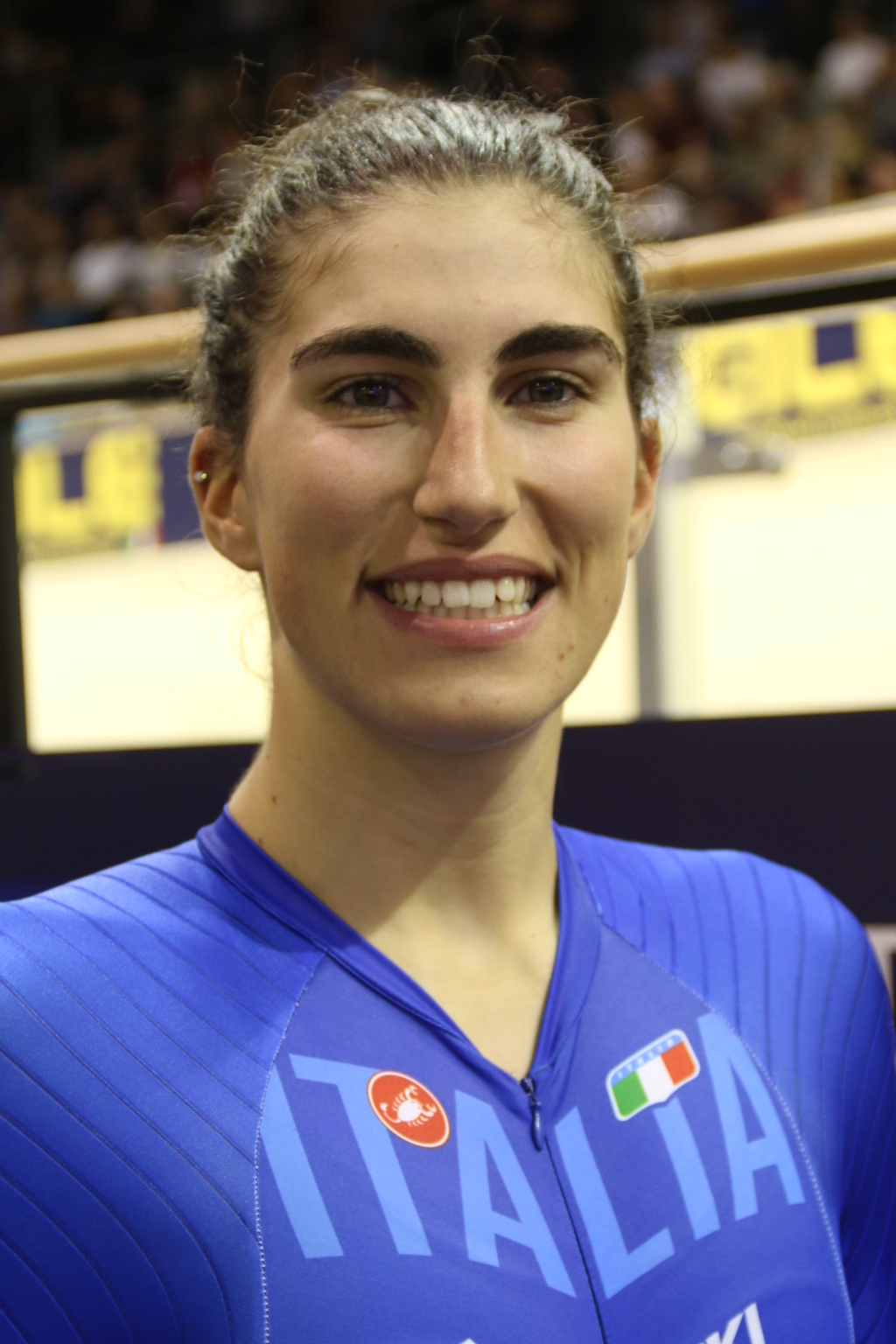
Elisa Balsamo gewann einen weiteren WM-Titel für Italien

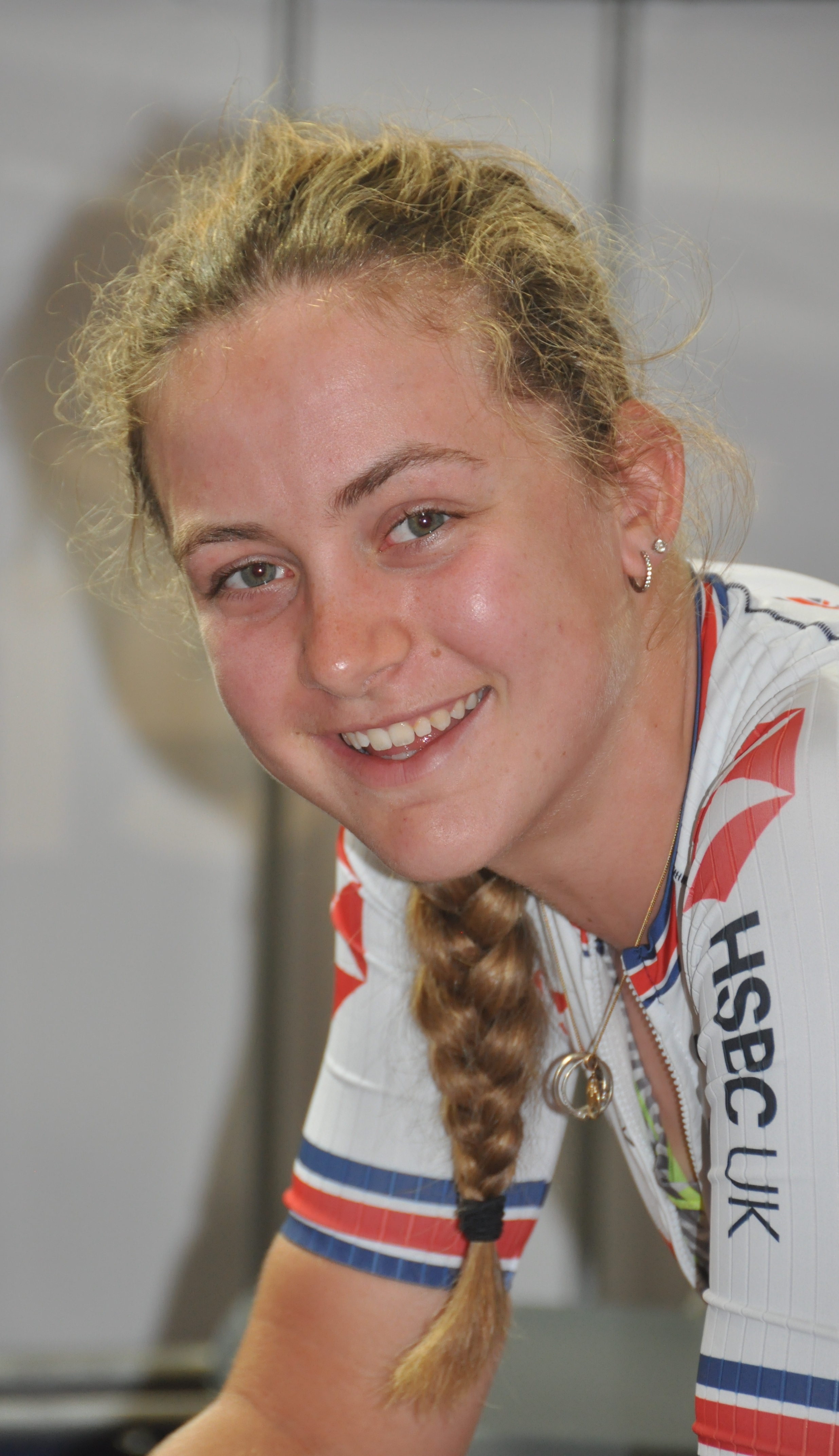
Zoe Bäckstedt wurde Straßenweltmeisterin der Juniorinnen

| Platz | Athletin                | Land | Zeit                  |
| ----- | ----------------------- | ---- | --------------------- |
| 1     | Elisa Balsamo           | ITA  | 3:52:27 (40,706 km/h) |
| 2     | Marianne Vos            | NED  | gl. Zeit              |
| 3     | Katarzyna Niewiadoma    | POL  | + 0:01                |
| 4     | Kata Blanka Vas         | HUN  | gl. Zeit              |
| 5     | Arlenis Sierra          | CUB  | gl. Zeit              |
| 6     | Alison Jackson          | CAN  | gl. Zeit              |
| 7     | Demi Vollering          | NED  | gl. Zeit              |
| 8     | Cecilie Uttrup Ludwig   | DEN  | gl. Zeit              |
| 9     | Lisa Brennauer          | GER  | gl. Zeit              |
| 10    | Coryn Rivera            | USA  | gl. Zeit              |
|       |                         | …    |                       |
| 13    | Elise Chabbey           | SUI  | gl. Zeit              |
| 15    | Sina Frei               | SUI  | gl. Zeit              |
| 33    | Christine Majerus       | LUX  | + 0:50                |
| 37    | Franziska Koch          | GER  | + 3:29                |
| 62    | Noemi Rüegg             | SUI  | + 9:13                |
| 66    | Lisa Klein              | GER  | gl. Zeit              |
| 67    | Sarah Rijkes            | AUT  | gl. Zeit              |
| 74    | Kathrin Hammes          | GER  | gl. Zeit              |
| 87    | Romy Kasper             | GER  | + 9:25                |
| 88    | Lea Lin Teutenberg      | GER  | gl. Zeit              |
| 90    | Marlen Reusser          | SUI  | + 9:30                |
| 104   | Christina Schweinberger | AUT  | + 13:21               |
| 105   | Caroline Baur           | SUI  | gl. Zeit              |
| 116   | Nina Berton             | LUX  | + 22:01               |

Streckenlänge: 157,7 Kilometer

Es gingen 162 Fahrerinnen aus 48 Nationen an den Start, von denen 117 das Ziel erreichten.

### Männer Elite

#### Einzelzeitfahren
| Platz | Athlet           | Land | Zeit (min)             | Abstand (min) |
| ----- | ---------------- | ---- | ---------------------- | ------------- |
| 1     | Filippo Ganna    | ITA  | 47:47,83 (54,355 km/h) |               |
| 2     | Wout van Aert    | BEL  | 47:53,20               | + 0:05,37     |
| 3     | Remco Evenepoel  | BEL  | 48:31,17               | + 0:43,34     |
| 4     | Kasper Asgreen   | DEN  | 48:33.47               | + 0:45,64     |
| 5     | Stefan Küng      | SUI  | 48:54.03               | + 1:06,20     |
| 6     | Tony Martin      | GER  | 49:05,10               | + 1:17,27     |
| 7     | Stefan Bissegger | SUI  | 49:13,27               | + 1:25,44     |
| 8     | Ethan Hayter     | GBR  | 49:14,04               | + 1:26,21     |
| 9     | Edoardo Affini   | ITA  | 49:36,53               | + 1:48,70     |
| 10    | Tadej Pogačar    | SLO  | 49:40,37               | + 1:52,54     |
| 11    | Max Walscheid    | GER  | 49:41,30               | + 1:53,47     |
|       |                  | …    |                        |               |
| 37    | Felix Ritzinger  | AUT  | 52:55,82               | + 5:07,99     |

Streckenlänge: 43,3 Kilometer

Es gingen 55 Fahrer aus 39 Nationen an den Start.

#### Straßenrennen
| Platz | Athlet                | Land | Zeit                    |
| ----- | --------------------- | ---- | ----------------------- |
| 1     | Julian Alaphilippe    | FRA  | 5:56:34 h (45,147 km/h) |
| 2     | Dylan van Baarle      | NED  | + 0:32                  |
| 3     | Michael Valgren       | DEN  | gl. Zeit                |
| 4     | Jasper Stuyven        | BEL  | gl. Zeit                |
| 5     | Neilson Powless       | USA  | gl. Zeit                |
| 6     | Thomas Pidcock        | GBR  | + 0:49                  |
| 7     | Zdeněk Štybar         | CZE  | + 1:06                  |
| 8     | Mathieu van der Poel  | NED  | + 1:18                  |
| 9     | Florian Sénéchal      | FRA  | gl. Zeit                |
| 10    | Sonny Colbrelli       | ITA  | gl. Zeit                |
|       |                       | …    |                         |
| 16    | Nils Politt           | GER  | + 5:25                  |
| 28    | Sebastian Schönberger | AUT  | + 6:27                  |
| 38    | Patrick Gamper        | AUT  | gl. Zeit                |
| 41    | Stefan Küng           | SUI  | + 6:31                  |
| 45    | Silvan Dillier        | SUI  | gl. Zeit                |
| 54    | Michael Gogl          | AUT  | + 6:40                  |
| 63    | Fabian Lienhard       | SUI  | + 15:43                 |
| 67    | Nikias Arndt          | GER  | + 17:18                 |
| 68    | Georg Zimmermann      | GER  | gl. Zeit                |

Streckenlänge: 268,3 Kilometer

Julian Alaphilippe verteidigte seinen im Vorjahr erstmals gewonnenen Titel (hier 2020)

Es gingen 194 Fahrer aus 45 Nationen an den Start, von denen 68 das Ziel erreichten.

### Männer U23

#### Straßenrennen
| Platz | Athlet              | Land | Zeit                  |
| ----- | ------------------- | ---- | --------------------- |
| 1     | Filippo Baroncini   | ITA  | 3:37:36 (44,421 km/h) |
| 2     | Biniam Girmay       | ERI  | + 0:02                |
| 3     | Olav Kooij          | NED  | gl. Zeit              |
| 4     | Michele Gazzoli     | ITA  | gl. Zeit              |
| 5     | Lewis Askey         | GBR  | gl. Zeit              |
| 6     | Thibau Nys          | BEL  | gl. Zeit              |
| 7     | Luca Colnaghi       | ITA  | gl. Zeit              |
| 8     | Paul Penhoët        | FRA  | gl. Zeit              |
| 9     | Vinicius Rangel     | BRA  | gl. Zeit              |
| 10    | Tobias Bayer        | AUT  | gl. Zeit              |
|       |                     | …    |                       |
| 14    | Niklas Märkl        | GER  | gl. Zeit              |
| 15    | Fabio Christen      | SUI  | gl. Zeit              |
| 21    | Cédric Pries        | LUX  | gl. Zeit              |
| 22    | Alexandre Balmer    | SUI  | gl. Zeit              |
| 26    | Mats Wenzel         | LUX  | gl. Zeit              |
| 27    | Mauro Schmid        | SUI  | gl. Zeit              |
| 29    | Pirmin Benz         | GER  | gl. Zeit              |
| 37    | Michel Heßmann      | GER  | + 0:15                |
| 38    | Tim Torn Teutenberg | GER  | gl. Zeit              |
| 39    | Tom Lindner         | GER  | gl. Zeit              |
| 43    | Arthur Kluckers     | LUX  | + 0:35                |
| 93    | Ruben Eggenberg     | SUI  | + 9:34                |
| 121   | Alex Vogel          | SUI  | + 12:33               |
| 122   | Maurice Ballerstedt | GER  | + 12:54               |
| 131   | Tom Paquet          | LUX  | + 14:36               |

Streckenlänge: 161,1 Kilometer

Es starteten 174 Fahrer aus 54 Ländern, von denen 143 klassiert wurden. Ein Fahrer wurde disqualifiziert.

#### Einzelzeitfahren
| Platz | Athlet                | Land | Zeit (min)             | Abstand (min) |
| ----- | --------------------- | ---- | ---------------------- | ------------- |
| 1     | Johan Price-Pejtersen | DEN  | 34:29,75 (52,702 km/h) |               |
| 2     | Lucas Plapp           | AUS  | 34:39,99               | + 0:10,24     |
| 3     | Florian Vermeersch    | BEL  | 34:41,14               | + 0:11,39     |
| 4     | Søren Wærenskjold     | NOR  | 34:43,17               | + 0:13,42     |
| 5     | Mick van Dijke        | NED  | 34:54,16               | + 0:24,41     |
| 6     | Daan Hoole            | NED  | 35:09,66               | + 0:39,91     |
| 7     | Ethan Vernon          | GBR  | 35:13,53               | + 0:43,78     |
| 8     | Michel Heßmann        | GER  | 35:18,04               | + 0:48,29     |
| 9     | Filippo Baroncini     | ITA  | 35:27,60               | + 0:57,85     |
| 10    | Magnus Sheffield      | USA  | 35:28,70               | + 0:58,95     |
|       |                       | …    |                        |               |
| 17    | Tobias Bayer          | AUT  | 35:49,70               | + 1:19,95     |
| 19    | Alexandre Balmer      | SUI  | 35:54,04               | + 1:24,29     |
| 24    | Valère Thiébaud       | SUI  | 36:01,03               | + 1:31,28     |
| 28    | Maurice Ballerstedt   | GER  | 36:20,46               | + 1:50,71     |
| 41    | Arthur Kluckers       | LUX  | 36:47,30               | + 2:17,55     |
| 52    | Loïc Bettendorff      | LUX  | 38:01,81               | + 3:32,06     |

Streckenlänge: 30,3 Kilometer.

Es waren 68 Fahrer aus 43 Nationen gemeldet, ein Fahrer ging nicht an den Start, ein weiterer beendete das Rennen nicht.

### Juniorinnen

#### Straßenrennen
| Platz | Athletin              | Land | Zeit                  |
| ----- | --------------------- | ---- | --------------------- |
| 1     | Zoe Bäckstedt         | GBR  | 1:55:33 (38,944 km/h) |
| 2     | Kaia Schmid           | USA  | gl. Zeit              |
| 3     | Linda Riedmann        | GER  | + 0:57                |
| 4     | Elise Uijen           | NED  | gl. Zeit              |
| 5     | Makayla MacPherson    | USA  | gl. Zeit              |
| 6     | Millie Couzens        | GBR  | gl. Zeit              |
| 7     | Marith Vanhove        | BEL  | gl. Zeit              |
| 8     | Églantine Rayer       | FRA  | gl. Zeit              |
| 9     | Eleonora Ciabocco     | ITA  | gl. Zeit              |
| 10    | Mintje Geurts         | NED  | gl. Zeit              |
|       |                       | …    |                       |
| 28    | Lana Eberle           | GER  | + 4:30                |
| 31    | Noëlle Rüetschi       | SUI  | gl. Zeit              |
| 33    | Selma Lantzsch        | GER  | + 5:28                |
| 40    | Jette Simon           | GER  | + 6:04                |
| 41    | Lea Huber             | SUI  | gl. Zeit              |
| 43    | Fiona Zimmermann      | SUI  | gl. Zeit              |
| 55    | Johanna Martini       | AUT  | + 6:28                |
| 62    | Daniela Schmidsberger | AUT  | gl. Zeit              |
| 70    | Joline Winterberg     | SUI  | + 6:39                |
| 76    | Antonia Niedermaier   | GER  | + 10:11               |

Streckenlänge: 75,2 Kilometer

Es starteten 112 Fahrerinnen aus 37 Nationen; 94 Fahrerinnen kamen ins Ziel.

#### Einzelzeitfahren
| Platz | Athletin              | Land | Zeit (min)             | Abstand (min) |
| ----- | --------------------- | ---- | ---------------------- | ------------- |
| 1     | Aljona Iwantschenko   | RUS  | 25:05,49 (46,390 km/h) |               |
| 2     | Zoe Bäckstedt         | GBR  | 25:16.13               | + 0:10,64     |
| 3     | Antonia Niedermaier   | GER  | 25:30,81               | + 0:25,32     |
| 4     | Anna van der Meiden   | NED  | 26:31,04               | + 1:25,55     |
| 5     | Madelaine Leech       | GBR  | 26:32,20               | + 1:26,71     |
| 6     | Elise Uijen           | NED  | 26:35,12               | + 1:29,63     |
| 7     | Églantine Rayer       | FRA  | 26:57,01               | + 1:51,52     |
| 8     | Olivia Cummins        | USA  | 27:21,28               | + 2:15,79     |
| 9     | Febe Jooris           | USA  | 27:24,28               | + 2:18,79     |
| 10    | Anniina Ahtosalo      | FIN  | 27:26,00               | + 2:20,51     |
|       |                       | …    |                        |               |
| 12    | Selma Lantzsch        | GER  | 27:28,33               | + 2:22,84     |
| 26    | Fiona Zimmermann      | SUI  | 28:17,96               | + 3:12,47     |
| 33    | Daniela Schmidsberger | AUT  | 28:33,01               | + 3:27,52     |
| 40    | Marie Schreiber       | LUX  | 28:51,41               | + 3:45,92     |
| 50    | Anaëlle Gaillard      | SUI  | 29:32,77               | + 4:27,28     |

Streckenlänge: 19,4 Kilometer

Es starteten 55 Fahrerinnen aus 32 Nationen.

### Junioren

#### Straßenrennen
| Platz | Athlet             | Land | Zeit                  |
| ----- | ------------------ | ---- | --------------------- |
| 1     | Per Strand Hagenes | NOR  | 2:43:48 (44,615 km/h) |
| 2     | Romain Grégoire    | FRA  | + 0:19                |
| 3     | Madis Mihkels      | EST  | + 0:24                |
| 4     | Martin Svrček      | SVK  | gl. Zeit              |
| 5     | Alexander Hajek    | AUT  | gl. Zeit              |
| 6     | António Morgado    | POR  | gl. Zeit              |
| 7     | Manuel Oioli       | ITA  | gl. Zeit              |
| 8     | Vlad Van Mechelen  | BEL  | gl. Zeit              |
| 9     | Max Poole          | GBR  | gl. Zeit              |
| 10    | Luis-Joe Lührs     | GER  | gl. Zeit              |
|       |                    | …    |                       |
| 14    | Arno Wallenborn    | LUX  | gl. Zeit              |
| 16    | Moritz Kärsten     | GER  | gl. Zeit              |
| 26    | Jan Christen       | SUI  | gl. Zeit              |
| 30    | Daniel Schrag      | GER  | gl. Zeit              |
| 34    | Nils Aebersold     | SUI  | + 1:19                |
| 43    | Cedric Abt         | GER  | + 5:12                |
| 55    | Mathieu Kockelmann | LUX  | + 8:26                |
| 63    | Robin Donzé        | SUI  | gl. Zeit              |
| 69    | Alexandre Kess     | LUX  | gl. Zeit              |
| 72    | Moritz Hörandtner  | AUT  | + 8:47                |

Streckenlänge: 121,8 Kilometer

Es gingen 173 Fahrer aus 55 Nationen an den Start, von denen 90 das Ziel erreichten.

#### Einzelzeitfahren
| Platz | Athlet               | Land | Zeit (min)             | Abstand (min) |
| ----- | -------------------- | ---- | ---------------------- | ------------- |
| 1     | Gustav Wang          | DEN  | 25:37,42 (52,217 km/h) |               |
| 2     | Joshua Tarling       | GBR  | 25:57,62               | + 0:20,20     |
| 3     | Alec Segaert         | BEL  | 26:06,90               | + 0:29,48     |
| 4     | Carl-Frederik Bévort | DEN  | 26:07,42               | + 0:30,00     |
| 5     | Eddy Le Huitouze     | FRA  | 26:10,57               | + 0:33,15     |
| 6     | Cian Uijtdebroeks    | BEL  | 26:19,24               | + 0:41,82     |
| 7     | Jan Christen         | SUI  | 26:22,94               | + 0:45,52     |
| 8     | Finlay Pickering     | GBR  | 26:30,20               | + 0:52,78     |
| 9     | Samuele Bonetto      | ITA  | 26:31,05               | + 0:53,63     |
| 10    | Trym Brennsaeter     | NOR  | 26:36,22               | + 0:58,80     |
|       |                      | …    |                        |               |
| 18    | Luis-Joe Lührs       | GER  | 27:04,17               | + 1:26,75     |
| 20    | Moritz Kärsten       | GER  | 27:09,73               | + 1:32,31     |
| 27    | Mathieu Kockelmann   | LUX  | 27:19,32               | + 1:41,90     |
| 36    | Marco Schrettl       | AUT  | 27:32,34               | + 1:54.92     |
| 51    | Robin Donzé          | SUI  | 28:03,98               | + 2:26,56     |
| 59    | Noé Ury              | LUX  | 28:19,59               | + 2:42,17     |

Streckenlänge: 22,3 Kilometer

Es gingen 79 Fahrer aus 47 Nationen an den Start, von denen zwei das Ziel nicht erreichten.

## Medaillenspiegel
| Rang  | Land               | Gold | Silber | Bronze | Gesamt |
| ----- | ------------------ | ---- | ------ | ------ | ------ |
| 1     | Italien            | 3    | –      | 1      | 4      |
| 2     | Dänemark           | 2    | –      | 1      | 3      |
| 3     | Niederlande        | 1    | 3      | 2      | 6      |
| 4     | Großbritannien     | 1    | 2      | –      | 3      |
| 5     | Frankreich         | 1    | 1      | –      | 2      |
| 6     | Deutschland        | 1    | –      | 2      | 3      |
| 7     | Norwegen           | 1    | –      | –      | 1      |
| 7     | Russland           | 1    | –      | –      | 1      |
| 9     | Belgien            | –    | 1      | 3      | 4      |
| 10    | Australien         | –    | 1      | –      | 1      |
| 10    | Eritrea            | –    | 1      | –      | 1      |
| 10    | Schweiz            | –    | 1      | –      | 1      |
| 10    | Vereinigte Staaten | –    | 1      | –      | 1      |
| 14    | Estland            | –    | –      | 1      | 1      |
| 14    | Polen              | –    | –      | 1      | 1      |
| Total | Total              | 11   | 11     | 11     | 33     |

## Aufgebote

### Bund Deutscher Radfahrer
- Frauen: Lisa Brennauer, Kathrin Hammes, Romy Kasper, Lisa Klein, Franziska Koch, Mieke Kröger, Liane Lippert, Lea Lin Teutenberg
- Männer: Pascal Ackermann, Nikias Arndt, John Degenkolb, Tony Martin, Nils Politt, Maximilian Schachmann, Max Walscheid, Georg Zimmermann
- Männer (U23): Maurice Ballerstedt, Pirmin Benz, Michel Heßmann, Tom Lindner, Niklas Märkl, Tim Torn Teutenberg
- Juniorinnen: Lana Eberle, Selma Lantzsch, Antonia Niedermaier, Linda Riedmann, Jette Simon
- Junioren: Cedric Abt, Emil Herzog, Moritz Kärsten, Luis-Joe Lührs, Daniel Schrag

### Österreichischer Radsport-Verband
- Frauen: Verena Eberhardt, Anna Kiesenhofer, Sarah Rijkes, Christina Schweinberger, Kathrin Schweinberger
- Männer: Tobias Bayer, Patrick Gamper, Michael Gogl, Marco Haller, Felix Ritzinger, Maximilian Schmidbauer, Sebastian Schönberger
- Männer (U23): Tobias Bayer
- Juniorinnen: Johanna Martini, Daniela Schmidsberger
- Junioren: Alexander Hajek, Moritz Hörandtner, Leo Kerschbaumer, Marco Schrettl

### Swiss Cycling
- Frauen: Caroline Baur, Elise Chabbey, Sina Frei, Nicole Koller, Marlen Reusser, Noemi Rüegg
- Männer: Stefan Bissegger, Silvan Dillier, Marc Hirschi, Stefan Küng, Fabian Lienhard, Michael Schär, Mauro Schmid
- Männer (U23): Alexandre Balmer, Fabio Christen, Ruben Eggenberg, Mauro Schmid, Valère Thiébaud, Alex Vogel
- Juniorinnen: Anaëlle Gaillard, Lea Huber, Noëlle Rüetschi, Joline Winterberg, Fiona Zimmermann
- Junioren: Nils Aebersold, Jan Christen, Robin Donzé, Yanis-Eric Markwalder

### Fédération du Sport Cycliste Luxembourgeois
- Frauen: Nina Berton, Christine Majerus
- Männer: Kevin Geniets, Alex Kirsch
- Männer (U23): Loïc Bettendorff, Arthur Kluckers, Tom Paquet, Cédric Pries, Mats Wenzel
- Juniorinnen: Marie Schreiber
- Junioren: Alexandre Kess, Mathieu Kockelmann, Mil Morang, Noé Ury, Arno Wallenborn